# Laternaria whiteheadi
Laternaria whiteheadi är en insektsart som först beskrevs av William Lucas Distant 1889.  Laternaria whiteheadi ingår i släktet Laternaria och familjen lyktstritar. Inga underarter finns listade i Catalogue of Life.